# Jean Denis (homme politique)
Pour les articles homonymes, voir Jean Denis et Denis.
Jean Denis, né le 10 novembre 1902  à Chastre-Villeroux-Blanmont, et mort le 16 mars 1992 à Dion-le-Val) est un journaliste et député belge rexiste à la Chambre des représentants.

## Biographie
Jean Marie Louis Ghislain Denis, né le 10 novembre 1902  à Chastre-Villeroux-Blanmont, est un docteur en philosophie et lettres.
Après l'université, il rejoint la mouvance catholique traditionaliste et entre au service de Louis Picard, prélat catholique, comme secrétaire pendant quatre ans. Il est également responsable de l'Action catholique de la jeunesse belge (ACJB). Il publie ensuite dans la presse catholique, notamment des poèmes et une synthèse sur la vie du pape Pie XI. C'est dans le cadre de la maison d'édition catholique Rex qu'il fait la connaissance Léon Degrelle, figure de proue du Parti rexiste. En 1936, il intègre le Conseil politique de ce parti. Avec José Streel, il en devient un des théoriciens et idéologues. Il rédige le catéchisme des militants rexistes avec son ouvrage Principes rexistes paru en 1936 qui expose les motifs de la nouvelle révolution nationale destinée à imposer le fascisme par des voies démocratiques. Le Pays réel, journal du Parti Rex, l'envoie comme reporter couvrir la Guerre d'Espagne en 1936 du côté franquiste. En 1937, il rejoint de Bureau exécutif de Rex.

Drapeau du Parti Rex.

De juin 1936 à avril 1939, il est député du Parti rexiste à la Chambre des représentants, élu par l'arrondissement de Namur.
Au cours de la Seconde Guerre mondiale, le territoire de la Belgique est envahi par l'armée allemande en mai 1940. Jean Denis, lieutenant de réserve, entre à la radio par l'intermédiaire du consulat d'Espagne qui l'a recommandé à l'ambassade d'Allemagne. Il écrit également dans le journal collaborationniste Le Pays réel et collabore au journal L'Effort wallon. Comme journaliste, il collabore ensuite à Radio-Bruxelles.
Á partir de mai 1941, il est chef de l'Institut culturel et chef du département culturel de l'état-major de Rex de la fin 1942 à août 1944. À la libération de la Belgique, il se réfugie en Allemagne à Cassel en septembre 1944 puis à Plauen. Il est arrêté par les autorités belges en mai 1945.
Étant officier de réserve, il est condamné en 1946 par le Conseil de guerre à la peine de mort, peine commuée en prison ferme. Il est libéré en 1951. Il s'établit alors à Dion-le-Val.

## Publications
- Souvenirs d'avant le passé, 1926.
- Assise, Bruxelles, 1935.
- La reine Astrid, Bruxelles, 1935.
- Bases doctrinales de Rex, Bruxelles, 1936.
- Principes rexistes, Éditions Rex, Bruxelles 1936.
- La Ligne générale, Bruxelles, 1937
- L'heure de vérité, roman, Bruxelles, 1943
- Espagne immortelle, éditions Ignis, Bruxelles, 1943.